# Правительственный кризис в Германии (2024)
Правительственный кризис в Германии был связан с разногласиями внутри правящей коалиции, состоящей из Социал-демократической партии Германии, Свободной демократической партии и партии «Союз 90/Зелёные», по поводу проведения экономической политики. 6 ноября 2024 года действующий канцлер Германии Олаф Шольц объявил об увольнении министра финансов Кристиана Линднера — лидера Свободной демократической партии. Это вызвало распад правящей коалиции и переход Свободной демократической партии в оппозицию, в результате чего кабинет Олафа Шольца превратился в правительство меньшинства, поддерживаемое не имеющими большинства голосов в Бундестаге Социал-демократической партией Германии и партией «Союз 90/Зелёные».
16 декабря 2024 года бундестаг вынес вотум недоверия правительству Олафа Шольца. После этого были назначены досрочные выборы в бундестаг, которые состоялись 23 февраля 2025 года.

## Предыстория
На парламентских выборах в 2021 году победу одержала Социал-демократическая партия Германии (СДПГ), получив 206 из 736 мест в парламенте. СДПГ договорилась о создании коалиции с партией «Союз 90/Зелёные» и либеральной Свободной демократической партией (СвДП). Лидер СДПГ Олаф Шольц стал канцлером Германии. Правительство Шольца было утверждено Бундестагом 8 декабря 2021 года. Впервые к власти в Германии пришла так называемая коалиция «Светофор», названная по цветам, ассоциируемым с участвующими партиями: красный у СДПГ, жёлтый у СвДП и зелёный у «Зелёных».
Из-за того, что СДПГ и «Зелёные» считаются левоцентристами, а СвДП — сторонниками экономического либерализма, работа нового правительства была осложнена идеологическими различиями. Это проявлялось в разногласиях по вопросам бюджетного планирования, защиты окружающей среды и социальной политики, что часто приводило к затягиванию процессов разработки и принятия законов. Кроме того, в 2022 году в Германии начался экономический спад, повлиявший на рейтинги одобрения деятельности правящей коалиции.
В ноябре 2023 года Конституционный суд Германии признал незаконными действия правительства в области перераспределения ресурсов бюджета. Правительство перераспределило неизрасходованные средства от долговых обязательств, первоначально предназначенные для борьбы с пандемией COVID-19, на борьбу с изменением климата. Решение суда привело к дефициту бюджета в 60 миллиардов евро и к необходимости перераспределения средств с других статей. Это вызвало протесты фермеров в 2023-2024 годах и дальнейшее снижение рейтинга правительства.
В сентябре 2024 года на региональных выборах в нескольких землях Германии правящие партии потерпели поражение, тогда как оппозиционные партии Христианско-демократический союз Германии (ХДС), крайне правая «Альтернатива для Германии» и лево-популистский Союз Сары Вагенкнехт — за разум и справедливость значительно укрепили позиции.
В октябре 2024 года Роберт Хабек, министр экономического развития и защиты климата и представитель «Зелёных», предложил создать финансируемый за счёт заимствований фонд для поддержки корпоративных инвестиций. Однако реализация этого плана привела бы к отклонению от бюджетного правила, которое ограничивает структурный дефицит бюджета на уровне, не превышающем 0,35 % ВВП, и за строгое соблюдение которого выступает СвДП. 1 ноября лидер СвДП Кристиан Линднер опубликовал восемнадцатистраничное заявление с призывом разработать новую экономическую политику для коалиции. Для борьбы с экономическим кризисом Линднер предложил объявить мораторий на введение новых нормативов, снизить налоги и сократить государственные расходы, в том числе на борьбу с изменением климата.
Партнёры СвДП по коалиции СДПГ и «Зелёные» категорически не согласились с предложениями Кристиана Линднера, посчитав их несовместимыми с коалиционным соглашением. В дальнейшем участники коалиции провели интенсивные консультации по вопросу возможности её сохранения, в том числе на встрече лидеров трёх партий: Олафа Шольца, Кристиана Линднера и Роберта Хабека — 6 ноября 2024 года.

## Отставка Кристиана Линднера
Вечером 6 ноября после встречи глав трёх коалиционных партий Олаф Шольц объявил, что он подаст прошение президенту Германии Франку-Вальтеру Штайнмайеру об освобождении Кристиана Линднера от должности министра финансов. В соответствии с конституцией Германии только президент может освободить федерального министра от занимаемой должности, что в прошлом, как правило, делалось по представлению канцлера. В заявлении Шольц отметил, что он был вынужден прибегнуть к этой мере, чтобы не допустить нанесения урона стране и сохранить работоспособность правительства. Кроме того, он заявил, что ранее сделал Линднеру предложение, как можно было бы заполнить дефицит бюджета, но Линднер не принял это предложение.
Олаф Шольц также объявил о намерении провести голосование в Бундестаге о доверии правительству 15 января 2025 года. В соответствии с конституцией если правительство не получает вотум доверия Бундестага, то канцлер обращается к президенту с запросом о роспуске парламента. У президента будет 21 день, чтобы принять решение по запросу. Если президент соглашается на роспуск Бундестага, то должны быть организованы досрочные парламентские выборы в течение 60 дней с даты роспуска парламента.
7 ноября Франк-Вальтер Штайнмайер официально уволил Кристиана Линднера и привёл к присяге его преемника, выбранного Олафом Шольцем, — Йорга Кукиса от СДПГ. В связи с тем, что Йорг Кукис был инвестиционным банкиром в банке Goldman Sachs, решение о его назначение было раскритиковано некоторыми левыми политиками как внутри самой СДПГ, так и оппозиционным Союзом Сары Вагенкнехт — за разум и справедливость.
В ответ на увольнение Кристиана Линднера в отставку ушли министры от СвДП Марко Бушман и Беттина Штарк-Ватцингер. Министр транспорта и цифровой инфраструктуры Фолькер Виссинг объявил, что выйдет из СвДП, чтобы сохранить должность министра. В дальнейшем ему были переданы полномочия министра юстиции вместо ушедшего в отставку Марко Бушмана. Аналогично полномочия министра образования и научных исследований после отставки Беттины Штарк-Ватцингер были переданы министру продовольствия и сельского хозяйства Джему Оздемиру. В итоге СвДП ушла в оппозицию, превратив существовавшую трёхпартийную коалицию в двухпартийное правительство меньшинства между СДПГ и «Зелёными».

## Дальнейшие события
Предложение Олафа Шольца о проведении голосования о доверии правительству 15 января 2025 года означало бы возможность досрочных выборов до начала апреля. Некоторые оппозиционные партии призвали провести голосование о доверии правительству раньше, в ноябре 2024 года. За скорейшее голосование о доверии правительству выступили ХДС, Христианско-социальный союз (ХСС), Альтернатива для Германии и Союз Сары Вагенкнехт — за разум и справедливость. Федеральный уполномоченный по проведению выборов в Германии заявила об административных трудностях при подготовке выборов в январе из-за рождественских праздников.
12 ноября представители СДПГ и оппозиционного альянса ХДС-ХСС договорились о проведении выборов 23 февраля 2025 года, а голосования о доверии правительству 16 декабря 2024 года. Кроме того, Олаф Шольц объявил, что будет пытаться договориться с ХДС-ХСС о поддержке бюджета на следующий год и увеличения военных расходов.
16 декабря в бундестаге состоялось голосование о доверии правительству. Олаф Шольц, ожидая вотума недоверия, поддержал проведение досрочных выборов и заявил, что теперь избиратели определят будущий политический курс страны. В итоге 207 депутатов, в основном от СДПГ, проголосовали в поддержку правительства, 116 воздержались и 394 депутата поддержали вотум недоверия.
| Голосование о доверии правительству Олафа Шольца 16 декабря 2024 года |                                                                              |            |
| Выбор                                                                 | Партии                                                                       | Голоса     |
| За                                                                    | СДПГ (201), АдГ (3), независимые (3)                                         | 207 из 601 |
| Против                                                                | ХДС/ХСС (196), СвДП (88), АдГ (69), Левые (26), ССВ (10), независимые (5)    | 394 из 601 |
| Воздержались                                                          | Союз 90/Зелёные (115), АдГ (1)                                               | 116 из 733 |
| Не голосовали                                                         | СДПГ (6), АдГ (3), СвДП (2), Союз 90/Зелёные (2), Левые (2), независимые (1) | 16 из 733  |

Результаты голосования о доверии правительству Олафа Шольца:
За
Против
Воздержались
Не голосовали

После голосования Олаф Шольц обратился с просьбой о роспуске парламента к президенту Германии Франку-Вальтеру Штайнмайеру, который имеет право в случае вынесения вотума недоверия канцлеру распустить бундестаг и назначить досрочные выборы. 27 декабря президент Германии Франк-Вальтер Штайнмайер официально распустил бундестаг и назначил досрочные выборы на 23 февраля 2025 года.